# 伊斯坦布尔：一座城市的記憶
《伊斯坦布尔：一座城市的记忆》（土耳其語：İstanbul: Hatıralar ve Şehir）大体上是奥尔罕·帕慕克一部忧伤的自传回忆录，于2005年被译成英文，同年獲得德國書業和平獎。
該書是一段撼动了整个土耳其的巨大文化变迁的记录——现代化与不断退却的传统之间的斗争，它也是一逝去家庭传统的輓歌，更多的，它还是一本博斯普鲁斯，以及伊斯坦布尔和这海峡之间历史的书。

## 創作背景
动手写此书时，帕慕克处于抑郁症爆发的边缘。在一次访谈中，他说：“当时我的生活，因为很多事情，处在一场危机之中；细节就不多说了：离婚，父亲去世，职业上的问题，这个问题，那个问题，所有的事都很糟糕。如果我软弱的话，一定会得抑郁症的，但每天我起来洗个冷水澡，坐下来，回忆然后写作，永远记得要把这本书写得美。”
他的家庭对这本书很是不满，特别是他的哥哥。帕慕克说因为这本书他失去了他的哥哥，他还承认这本书也伤害了他母亲的感情。
书中作者个人的回忆和与伊斯坦布尔紧密相关的作家、艺术家交织在一起。书中有一整章献给了十九世纪制作过君士坦丁堡版画的西方艺术家梅林。帕慕克本人最喜欢的伊斯坦布尔作家，他灵感的来源，雅哈雅、科丘、希萨尔和坦皮纳都被他写入了书中。他最钟爱的西方行旅作家对他而言，就像是他个人的奈瓦尔、歌德和福楼拜。

## 插图
本书所采用的插图大部分是由古勒拍摄的，由帕慕克亲自挑选的。帕慕克认为古勒的照片有一种忧伤的韵味。此外，帕慕克还加入了一些家庭照片。